# Rummu
Rummu (deutsch: Rumm) ist ein Dorf (alevik) in der Gemeinde Lääne-Harju (bis 2017 Vasalemma) im estnischen Kreis Harju. Es hat 3532 Einwohner (Stand: 1. Januar 2000).

## Gefängnis Murru
In Rummu befand sich eines der fünf Gefängnisse Estlands, das berüchtigte Murru vangla. In ihm saßen ca. 1.600 Straftäter ein, darunter einige zu lebenslanger Haft Verurteilte. Der älteste Gefängnisteil wurde 1949 durch die sowjetischen Besatzungsbehörden errichtet. Das Gefängnis wurde zuletzt von der öffentlich-rechtlichen Aktiengesellschaft AS Eesti Vanglatööstus betrieben.

## Wirtschaft
Daneben ist Rummu bekannt für den Abbau von Kalkstein und ein Schotterwerk.